# Stichodactyla gigantea
Espèce
Stichodactyla gigantea  est une anémone de mer de la famille des Stichodactylidés.